# شعب الدوجون
الدوجون (بالإنجليزية: Dogon people) مجموعة عرقية تعيش في منطقة الهضبة الوسطى في مالي في غرب أفريقيا، جنوب نهر النيجر بالقرب من مدينة باندياجارا في منطقة موبتي وفي بوركينا فاسو. يبلغ عدد سكانها بين 400 و 800 الف نسمة . يتحدثون لغة الدوجون ، والتي تعتبر بمثابة فرع مستقل لعائلة لغات النيجر والكونغو ، مما يعني أنهم لا يرتبطون ارتباطًا وثيقًا بأي لغات أخرى.
تشتهر الدوجون بتقاليدها الدينية ، ورقصات الأقنعة ، والنحت الخشبي ، والهندسة المعمارية. ومنذ القرن العشرين ، حدثت تغيرات كبيرة في التنظيم الاجتماعي والثقافة ومعتقدات شعب الدوجون ، ويرجع ذلك جزئيًا إلى أن مناطق الدوجون هي أحد معالم الجذب السياحي الرئيسية في مالي.
وهي قبائل متدينة تعتنق الدين الإسلامي، وتنتشر في كوتيفوار وبوركينا فاسو والسنغال وغينيا كوناكري وهذه الدول كانت تابعة لدولة مالي قبل الاحتلال الفرنسي ولها تواجد في فرنسا وفي العاصمة المقدسة مكة المكرمة وهي من أكبر قبائل غرب أفريقيا تاريخيًا، ومن أكثرها شدة وصلابة وقوة، ومع قلتها لكنها أكثر قبائل أفريقيا فروعاً ومع ذلك أكثرها لغةً ولهجة لأن كل قبيلة من فروع هذه القبائل لديها لهجة وبعضها لغة لايفهمها أحد من قبائل الدوغون.

ومن أهم هذه القبائل هي جندو والتي تتفرع بقبيلتي، قبيلة بَمْا بفروعها، وقبيلة تِيَّنْ، وأيضاً قبائل عدة تتفرع من جندو مثل قبيلة أنغويبا التي يتفرع تحتها أكثر قبائل الدوغون، وأيضاً قبيلة طومون بفروعها وجامسيه بفروعها وتولو و كسمبرا وناجامبا وكوجو وأوموغو وكيمني وكارامبي وغيرها الكثير من قبائل الدوغون الكبيرة في دولة مالي والتي لاستطيع احصائها لأنه لايوجد إحصاء رسمي لهذه القبائل.

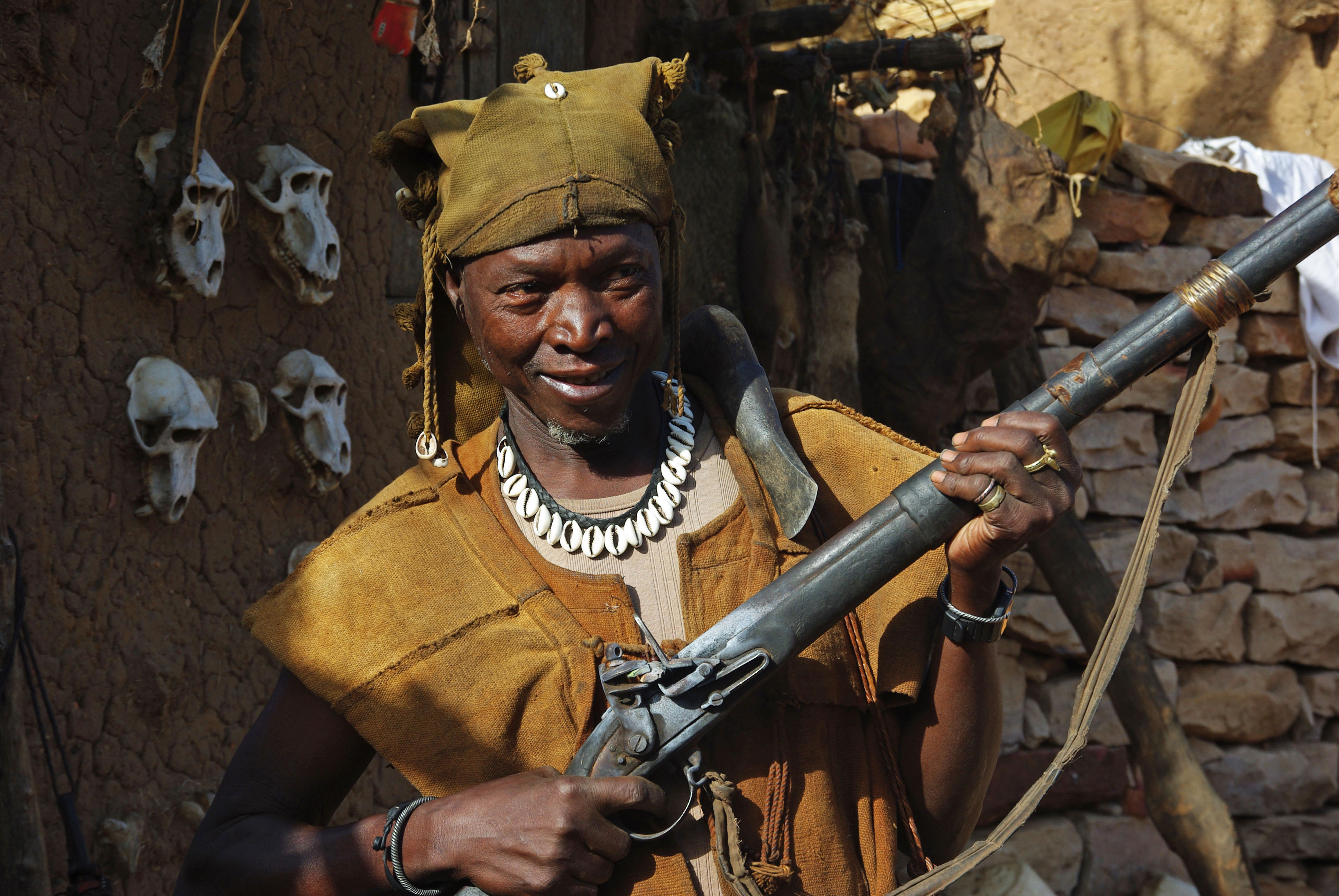
صياد من الدوجون يحمل بندقية فلينتلوك, 2010.

## الدوجون ونجم الشعرى
يقول العالم روبرت ك. جي. تمبل (Robert Temple) في كتابه «لغز الشعرى» (أو الشعرى أو الشعرى اليمانية كما يدعى بالعربية) (The Sirius Mystery) إن شعب الدوجون كان لهم اتصال بكائنات فضائية قبيحة وبرمائية قبل نحو 5000 سنة. جاءت الكائنات الفضائية إلى تلك المنطقة من كوكب يدور حول نجم الشعرى ويبعد بنحو 8.6 سنة ضوئية من الأرض لسبب غير معروف ، . ويبدو أن الزوار المزعومين القادمين من الفضاء الخارجي لم يقدموا شيئا لأبناء الأرض سوى إعطائهم بعض المعلومات الفلكية عديمة الجدوى
وفقا كارل ساغان، فقد استقبلت منطقة غرب أفريقيا العديد من الزوار القادمين من المجتمعات المتقدمة الموجودة على سطح الأرض. ودائما ما كان شعب الدوجون مهتمين بالسماء والظواهر الفلكية. فإذا زار شخص أوروبي شعب الدوجون في العشرينات أو الثلاثينات، ربما تطورت المحادثة بينهم إلى الحديث عن علم الفلك، بما في ذلك الشعرى، النجم الأكثر لمعانا في السماء ومركز أسطورة الدوجون. وعلاوة على ذلك، فقد كان الشعرى موضوع العديد من مناقشات الصحافة العلمية في سنوات العشرينات.
ومما يثير الشك في معرفتهم لتلك المعلومات من الاوربيين ايضاً هو أن المعرفة الفلكية ليست مهمة بالنسبة لشعب الدوجون، سواء في حياتهم اليومية أو في طقوسهم. فموقع الشمس وأطوار القمر لهما أهمية أكبر بالنسبة لهم. ولم يسمع يوما أحدهم ممن هم خارج دائرة غريول ومن أخبروه بأن الدوجون مهتمون بكوكب الشعرى.  كما يعتقد ان غريول زائرهم الوحيد قد فسر ما يعتقدونه بأنه يتعلق بكوكب الشعرى وعزى لهم ما عزى من اساطير.